# Cachoeira Alta
Cachoeira Alta é um município brasileiro do interior do estado de Goiás, Região Centro-Oeste do país. Localiza-se a -18.76º,-50.94º, tendo se emancipado em 24 de setembro de 1953. De acordo com estimativas do Instituto Brasileiro de Geografia e Estatística (IBGE), sua população estimada em 2020 foi de 12 666 habitantes, da qual composta de 5.734 homens e 4.805 mulheres, sendo que 8.382 são de população urbana e 2.157 população rural, tendo como base Territorial 1.654,56 Km² representando 0.4864 % do Estado, 0.1034 % da Região e 0.0195 % de todo o território brasileiro.
Certamente ocorreu uma alteração nos índices populacionais, devido a forte migração ocorrida nos últimos meses, estimulada pela grande oferta laboral da construção da Usina Hidrelétrica Barra dos Coqueiros no Rio Claro e da Usina de Cana-de-Açúcar da ETH Bionergia, pertencente ao município vizinho de Caçu, mas com grande número de trabalhadores residentes em Cachoeira Alta.

## História
Em 1876, Manoel Batista Barroso, vendedor ambulante de drogas medicinais, e Gabriel Paula do Amaral, foram os pioneiros a se fixarem na margem direita do ribeirão Cachoeira Alta, a 5 Km acima da Barra do Rio Claro. Com a chegada de várias famílias, procedentes de Minas Gerais, no ano seguinte, ampliava-se o núcleo populacional no local. Em meados de 1920, com a constante imigração, a localidade escolhida por Manoel Batista Barroso firmava-se como povoado, denominado "Cachoeira Alta", nome do ribeirão que corria nas proximidades.

## Formação Administrativa
Distrito criado com a denominação de Cachoeira Alta, pelo Decreto Municipal nº 23, de 24-02-1931, subordinado ao município de Rio Verde. 
Em divisão administrativa referente ao ano de 1933, o Distrito de Cachoeira Alta figura no Município de Rio Verde. 
No quadro fixado para vigorar no período de 1939-1943, o distrito de Cachoeira Alta figura, no município de Rio Verde. 
Assim permanecendo em divisão territorial datada de 1-VII-1950.
Elevado à categoria de município com a denominação de Cachoeira Alta, pela Lei Estadual nº 954, de 13-11-1953, complementada pela Lei Estadual nº 1274, de 14-12-1953, desmembrado de Rio Verde.
Sede no antigo distrito de Cachoeira Alta. Constituído do distrito sede. Instalado em 01-01-1954.
Em divisão territorial datada de 1-VII-1960, o município é constituído do distrito sede.
Assim permanecendo em divisão territorial datada de 2007.

## Geografia

### Bioma
Predomina o Cerrado com resquício de Mata Atlântica.

### Hidrografia
Cachoeira Alta é banhada por vários rios, córregos, ribeirões e cachoeiras:
- Rios: Rio Claro - Rio Doce - Rio Preto - Rio Alegre
- Córregos: Cachoeira Alta - Bebedouro - Pirapitinga - Coqueiros - Buriti -  Lagoa - Três Barras - São Romão - Caju - Pontezinha - Capim - Saltador - Maroto - Fartura - Barriguda - Roncador - Rochedo - Furna - Cabeceira Seca - Sapé - Onça - Sucuri - Cobras - Cachoeirinha - Pesqueiro - João Pinto - São Domingos - Estiva - Retiro - Domingão - Bebedouro - Galinha - Boa Vista - Engano - São João - Papudo - Entre outros....
- Ribeirões: Cachoeira Alta - São João - Matriz - Dos Paulas e Bálsamo
- Cachoeiras: Cachoeira Alta - Boqueirão - Alegre - Entre outros

## Economia
A base de sua economia é/era a agropecuária extensiva de corte e leiteira, com pequenos produtores em sua maioria. Atualmente sendo substituída pela economia industrial e comercial.
Produto Interno Bruto do Município PIB, ano 2011.
- Agropecuária  30.537 mil reais
- Indústria     84.895 mil reais
- Serviços      59.292 mil reais
- Impostos      18.642 mil reais

- PIB per capita 11 8413 reais (PIB per capita calculado com base na população de 2011)

Fonte: IBGE